# Protomarssonella
Protomarssonella es un género de foraminífero bentónico de la familia Prolixoplectidae, de la superfamilia Verneuilinoidea, del suborden Verneuilinina y del orden Lituolida. Su especie tipo es Dorothia hechti. Su rango cronoestratigráfico abarca desde el Jurásico superior hasta el Cretácico inferior.

## Discusión
Clasificaciones previas incluían Protomarssonella en la subfamilia Dorothiinae, de la familia Eggerellidae, de la superfamilia Eggerelloidea, de la superfamilia Textularioidea, del suborden Textulariina y del orden Textulariida.

## Clasificación
Protomarssonella incluye a las siguientes especies:
- Protomarssonella hechti †
- Protomarssonella kummi †
- Protomarssonella minuta †